# پتریتسی
پتریتسی (به ایتالیایی: Petrizzi) یک کومونه در ایتالیا است که در استان کاتانزارو واقع شده‌است.

## خصوصیات
پتریتسی ۲۱ کیلومترمربع مساحت و ۱٬۱۵۹ نفر جمعیت دارد و ۳۹۱ متر بالاتر از سطح دریا واقع شده‌است.